# Paris Expo Porte de Versailles
El Paris Expo Porte de Versailles és un centre d'exposicions i conferències a París. Es troba al 15è districte de la ciutat, a l'estació de metro de Porte de Versailles entre el Bulevard Perifèric i els Bulevards dels Mariscals. És el parc d'exposicions més gran de França.
El centre compta amb 228.211 m² de planta expositiva, 8 pavellons, 2 auditoris i 32 sales de reunions. El recinte firal acull anualment més de 120 fires, a més d'esdeveniments, nombrosos llançaments de productes i convencions. El Tour Triangle, una piràmide de vidre de 180 metres d'alçada, està previst que es construeixi a prop. Alberga un hotel de 120 habitacions i 70.000 metres quadrats d'oficines.
L'Expo de París és una seu dels Jocs Olímpics d'estiu de 2024, acollint competicions d'handbol, halterofília, voleibol i tennis taula.

## Pavellons
El centre està format per 7 pavellons que en total tenen una superfície de 217.134 m².
| Pavelló 1 | Pavelló 2 | Pavelló 3 | Pavelló 4 | Pavelló 5 | Pavelló 6 | Pavelló 7 | Total      |
| --------- | --------- | --------- | --------- | --------- | --------- | --------- | ---------- |
| 44.656 m² | 27.278 m² | 22.421 m² | 19.236 m² | 18.205 m² | 15.175 m² | 72.163 m² | 217 134 m² |

## Principals esdeveniments
- Fira de París[4]
- Fira de la tardor de París
- IFTM Top Resa International & French Travel Market[5]
- iGEM
- Saló Internacional de l'Agricultura[6]
- Saló de l'Automòbil de París[7]
- Paris Games Week[8]

## Transport
El Paris Expo Porte de Versailles és proper a:
- Estació de Porte de Versailles de la línia 12 del metro de París (oferint un enllaç directe amb Gare Montparnasse i Gare Saint-Lazare).
- Línies de tramvia T2 i T3a (parada Porte de Versailles).
- Línies d'autobús de la RATP 39 (parada Desnouettes o Porte d'Issy) i 80 (parada Porte de Versailles).
- Autobús nocturn de les rutes N13, N62 i N145.